# Gerard Williams
Gerard Williams (4 giugno 1988) è un calciatore nevisiano, centrocampista del TRAU e della nazionale nevisiana.

## Carriera

### Club
Ha giocato nella massima serie nevisiana, in quella trinidadiana ed in quella indiana.

### Nazionale
Nel 2006 ha esordito in nazionale. L'anno successivo ha preso parte al campionato nordamericano Under-20.
Ha partecipato alla CONCACAF Gold Cup 2023.

## Statistiche

### Cronologia presenze e reti in nazionale
Aggiornato al 22 maggio 2023

| Cronologia completa delle presenze e delle reti in nazionale ― Saint Kitts e Nevis | Cronologia completa delle presenze e delle reti in nazionale ― Saint Kitts e Nevis | Cronologia completa delle presenze e delle reti in nazionale ― Saint Kitts e Nevis | Cronologia completa delle presenze e delle reti in nazionale ― Saint Kitts e Nevis | Cronologia completa delle presenze e delle reti in nazionale ― Saint Kitts e Nevis | Cronologia completa delle presenze e delle reti in nazionale ― Saint Kitts e Nevis | Cronologia completa delle presenze e delle reti in nazionale ― Saint Kitts e Nevis | Cronologia completa delle presenze e delle reti in nazionale ― Saint Kitts e Nevis |
| Data                                                                               | Città                                                                              | In casa                                                                            | Risultato                                                                          | Ospiti                                                                             | Competizione                                                                       | Reti                                                                               | Note                                                                               |
| ---------------------------------------------------------------------------------- | ---------------------------------------------------------------------------------- | ---------------------------------------------------------------------------------- | ---------------------------------------------------------------------------------- | ---------------------------------------------------------------------------------- | ---------------------------------------------------------------------------------- | ---------------------------------------------------------------------------------- | ---------------------------------------------------------------------------------- |
| 20-9-2006                                                                          | Saint John's                                                                       | Barbados                                                                           | 1 – 1                                                                              | Saint Kitts e Nevis                                                                | Q. Coppa dei Caraibi 2007                                                          | -                                                                                  | 66’                                                                                |
| 22-9-2006                                                                          | Saint John's                                                                       | Anguilla                                                                           | 1 – 6                                                                              | Saint Kitts e Nevis                                                                | Q. Coppa dei Caraibi 2007                                                          | -                                                                                  |                                                                                    |
| 24-9-2006                                                                          | Saint John's                                                                       | Antigua e Barbuda                                                                  | 1 – 0                                                                              | Saint Kitts e Nevis                                                                | Q. Coppa dei Caraibi 2007                                                          | -                                                                                  |                                                                                    |
| 14-12-2007                                                                         | Hamilton                                                                           | Bermuda                                                                            | 1 – 2                                                                              | Saint Kitts e Nevis                                                                | Amichevole                                                                         | -                                                                                  |                                                                                    |
| 16-12-2007                                                                         | Hamilton                                                                           | Bermuda                                                                            | 4 – 2                                                                              | Saint Kitts e Nevis                                                                | Amichevole                                                                         | -                                                                                  |                                                                                    |
| 6-2-2008                                                                           | Città del Guatemala                                                                | Belize                                                                             | 3 – 1                                                                              | Saint Kitts e Nevis                                                                | Qual. Mondiali 2010                                                                | -                                                                                  |                                                                                    |
| 27-3-2008                                                                          | Basseterre                                                                         | Saint Kitts e Nevis                                                                | 1 – 1                                                                              | Belize                                                                             | Qual. Mondiali 2010                                                                | -                                                                                  |                                                                                    |
| 5-11-2008                                                                          | Tunapuna                                                                           | Guyana                                                                             | 1 – 1                                                                              | Saint Kitts e Nevis                                                                | Q. Coppa dei Caraibi 2008                                                          | -                                                                                  | 56’                                                                                |
| 7-11-2008                                                                          | Tunapuna                                                                           | Trinidad e Tobago                                                                  | 3 – 1                                                                              | Saint Kitts e Nevis                                                                | Q. Coppa dei Caraibi 2008                                                          | -                                                                                  |                                                                                    |
| 9-11-2008                                                                          | Tunapuna                                                                           | Saint Kitts e Nevis                                                                | 3 – 4                                                                              | Antigua e Barbuda                                                                  | Q. Coppa dei Caraibi 2008                                                          | -                                                                                  | 59’                                                                                |
| 12-7-2009                                                                          | Basseterre                                                                         | Saint Kitts e Nevis                                                                | 2 – 3                                                                              | Trinidad e Tobago                                                                  | Amichevole                                                                         | -                                                                                  |                                                                                    |
| 3-4-2010                                                                           | Basseterre                                                                         | Saint Kitts e Nevis                                                                | 3 – 0                                                                              | Guadalupa                                                                          | Amichevole                                                                         | -                                                                                  |                                                                                    |
| 6-10-2010                                                                          | Kingstown                                                                          | Barbados                                                                           | 1 – 1                                                                              | Saint Kitts e Nevis                                                                | Q. Coppa dei Caraibi 2010                                                          | -                                                                                  |                                                                                    |
| 8-10-2010                                                                          | Kingstown                                                                          | Saint Vincent e Grenadine                                                          | 1 – 1                                                                              | Saint Kitts e Nevis                                                                | Q. Coppa dei Caraibi 2010                                                          | -                                                                                  |                                                                                    |
| 10-10-2010                                                                         | Kingstown                                                                          | Saint Kitts e Nevis                                                                | 4 – 0                                                                              | Montserrat                                                                         | Q. Coppa dei Caraibi 2010                                                          | -                                                                                  |                                                                                    |
| 22-10-2010                                                                         | Saint George's                                                                     | Saint Kitts e Nevis                                                                | 1 – 2                                                                              | Guadalupa                                                                          | Q. Coppa dei Caraibi 2010                                                          | -                                                                                  | 58’                                                                                |
| 24-10-2010                                                                         | Saint George's                                                                     | Grenada                                                                            | 2 – 0                                                                              | Saint Kitts e Nevis                                                                | Q. Coppa dei Caraibi 2010                                                          | -                                                                                  |                                                                                    |
| 26-10-2010                                                                         | Saint George's                                                                     | Porto Rico                                                                         | 0 – 1                                                                              | Saint Kitts e Nevis                                                                | Q. Coppa dei Caraibi 2010                                                          | -                                                                                  | 74’                                                                                |
| 3-9-2011                                                                           | Basseterre                                                                         | Saint Kitts e Nevis                                                                | 0 – 0                                                                              | Porto Rico                                                                         | Qual. Mondiali 2014                                                                | -                                                                                  |                                                                                    |
| 7-9-2011                                                                           | Gros Islet                                                                         | Saint Lucia                                                                        | 2 – 4                                                                              | Saint Kitts e Nevis                                                                | Qual. Mondiali 2014                                                                | -                                                                                  |                                                                                    |
| 8-10-2011                                                                          | Bayamón                                                                            | Porto Rico                                                                         | 1 – 1                                                                              | Saint Kitts e Nevis                                                                | Qual. Mondiali 2014                                                                | -                                                                                  |                                                                                    |
| 12-10-2011                                                                         | Basseterre                                                                         | Saint Kitts e Nevis                                                                | 1 – 1                                                                              | Saint Lucia                                                                        | Qual. Mondiali 2014                                                                | -                                                                                  |                                                                                    |
| 12-11-2011                                                                         | Basseterre                                                                         | Saint Kitts e Nevis                                                                | 0 – 0                                                                              | Canada                                                                             | Qual. Mondiali 2014                                                                | -                                                                                  |                                                                                    |
| 16-11-2011                                                                         | Toronto                                                                            | Canada                                                                             | 4 – 0                                                                              | Saint Kitts e Nevis                                                                | Qual. Mondiali 2014                                                                | -                                                                                  |                                                                                    |
| 10-10-2012                                                                         | Basseterre                                                                         | Saint Kitts e Nevis                                                                | 2 – 0                                                                              | Anguilla                                                                           | Q. Coppa dei Caraibi 2012                                                          | -                                                                                  | 66’                                                                                |
| 12-10-2012                                                                         | Basseterre                                                                         | Saint Kitts e Nevis                                                                | 0 – 1                                                                              | Trinidad e Tobago                                                                  | Q. Coppa dei Caraibi 2012                                                          | -                                                                                  |                                                                                    |
| 14-10-2012                                                                         | Basseterre                                                                         | Saint Kitts e Nevis                                                                | 0 – 3                                                                              | Guyana francese                                                                    | Q. Coppa dei Caraibi 2012                                                          | -                                                                                  |                                                                                    |
| 4-9-2014                                                                           | Basseterre                                                                         | Saint Kitts e Nevis                                                                | 0 – 0                                                                              | Saint Lucia                                                                        | Q. Coppa dei Caraibi 2014                                                          | -                                                                                  |                                                                                    |
| 6-9-2014                                                                           | Basseterre                                                                         | Saint Kitts e Nevis                                                                | 5 – 0                                                                              | Dominica                                                                           | Q. Coppa dei Caraibi 2014                                                          | -                                                                                  |                                                                                    |
| 8-9-2014                                                                           | Basseterre                                                                         | Saint Kitts e Nevis                                                                | 2 – 0                                                                              | Guyana                                                                             | Q. Coppa dei Caraibi 2014                                                          | -                                                                                  | 90’                                                                                |
| 8-10-2014                                                                          | Port-au-Prince                                                                     | Saint Kitts e Nevis                                                                | 2 – 3                                                                              | Barbados                                                                           | Q. Coppa dei Caraibi 2014                                                          | -                                                                                  |                                                                                    |
| 10-10-2014                                                                         | Port-au-Prince                                                                     | Guyana francese                                                                    | 1 – 2                                                                              | Saint Kitts e Nevis                                                                | Q. Coppa dei Caraibi 2014                                                          | -                                                                                  |                                                                                    |
| 13-10-2014                                                                         | Port-au-Prince                                                                     | Haiti                                                                              | 0 – 0                                                                              | Saint Kitts e Nevis                                                                | Q. Coppa dei Caraibi 2014                                                          | -                                                                                  |                                                                                    |
| 24-3-2015                                                                          | Basseterre                                                                         | Saint Kitts e Nevis                                                                | 6 – 2                                                                              | Turks e Caicos                                                                     | Qual. Mondiali 2018                                                                | -                                                                                  |                                                                                    |
| 27-3-2015                                                                          | Providenciales                                                                     | Turks e Caicos                                                                     | 2 – 6                                                                              | Saint Kitts e Nevis                                                                | Qual. Mondiali 2018                                                                | -                                                                                  |                                                                                    |
| 12-6-2015                                                                          | Basseterre                                                                         | Saint Kitts e Nevis                                                                | 2 – 2                                                                              | El Salvador                                                                        | Qual. Mondiali 2018                                                                | -                                                                                  |                                                                                    |
| 17-6-2015                                                                          | San Salvador                                                                       | El Salvador                                                                        | 4 – 1                                                                              | Saint Kitts e Nevis                                                                | Qual. Mondiali 2018                                                                | -                                                                                  | 79’                                                                                |
| 12-11-2015                                                                         | Andorra la Vella                                                                   | Andorra                                                                            | 0 – 1                                                                              | Saint Kitts e Nevis                                                                | Amichevole                                                                         | -                                                                                  | 90’                                                                                |
| 17-11-2015                                                                         | Tallinn                                                                            | Estonia                                                                            | 3 – 0                                                                              | Saint Kitts e Nevis                                                                | Amichevole                                                                         | -                                                                                  | 49’                                                                                |
| 27-3-2016                                                                          | Oranjestad                                                                         | Aruba                                                                              | 0 – 2                                                                              | Saint Kitts e Nevis                                                                | Q. Coppa dei Caraibi 2017                                                          | -                                                                                  |                                                                                    |
| 30-3-2016                                                                          | Basseterre                                                                         | Saint Kitts e Nevis                                                                | 1 – 0                                                                              | Antigua e Barbuda                                                                  | Q. Coppa dei Caraibi 2017                                                          | -                                                                                  | 90’                                                                                |
| 1-6-2016                                                                           | Basseterre                                                                         | Saint Kitts e Nevis                                                                | 1 – 0                                                                              | Suriname                                                                           | Q. Coppa dei Caraibi 2017                                                          | -                                                                                  |                                                                                    |
| 7-6-2016                                                                           | Kingstown                                                                          | Saint Vincent e Grenadine                                                          | 0 – 1                                                                              | Saint Kitts e Nevis                                                                | Q. Coppa dei Caraibi 2017                                                          | -                                                                                  |                                                                                    |
| 1-9-2016                                                                           | Managua                                                                            | Nicaragua                                                                          | 0 – 0                                                                              | Saint Kitts e Nevis                                                                | Amichevole                                                                         | -                                                                                  | Cap.                                                                               |
| 9-10-2016                                                                          | Remire-Montjoly                                                                    | Guyana francese                                                                    | 1 – 0                                                                              | Saint Kitts e Nevis                                                                | Q. Coppa dei Caraibi 2017                                                          | -                                                                                  | 11’                                                                                |
| 13-11-2016                                                                         | Basseterre                                                                         | Haiti                                                                              | 2 – 0 dts                                                                          | Saint Kitts e Nevis                                                                | Q. Coppa dei Caraibi 2017                                                          | -                                                                                  | 57’                                                                                |
| 20-11-2016                                                                         | Basseterre                                                                         | Saint Kitts e Nevis                                                                | 1 – 1                                                                              | Estonia                                                                            | Amichevole                                                                         | -                                                                                  |                                                                                    |
| 7-5-2017                                                                           | Basseterre                                                                         | Saint Kitts e Nevis                                                                | 2 – 1                                                                              | Barbados                                                                           | Amichevole                                                                         | -                                                                                  |                                                                                    |
| 4-6-2017                                                                           | Erevan                                                                             | Armenia                                                                            | 5 – 0                                                                              | Saint Kitts e Nevis                                                                | Amichevole                                                                         | -                                                                                  | 45’                                                                                |
| 7-6-2017                                                                           | Tbilisi                                                                            | Georgia                                                                            | 3 – 0                                                                              | Saint Kitts e Nevis                                                                | Amichevole                                                                         | -                                                                                  | 65’ 85’                                                                            |
| 22-8-2017                                                                          | Mumbai                                                                             | Mauritius                                                                          | 1 – 1                                                                              | Saint Kitts e Nevis                                                                | Amichevole                                                                         | -                                                                                  | 83’                                                                                |
| 24-8-2017                                                                          | Mumbai                                                                             | Saint Kitts e Nevis                                                                | 1 – 1                                                                              | India                                                                              | Amichevole                                                                         | -                                                                                  |                                                                                    |
| 3-12-2017                                                                          | Basseterre                                                                         | Saint Kitts e Nevis                                                                | 1 – 0                                                                              | Grenada                                                                            | Amichevole                                                                         | -                                                                                  |                                                                                    |
| 25-3-2018                                                                          | Santiago de los Caballeros                                                         | Rep. Dominicana                                                                    | 2 – 1                                                                              | Saint Kitts e Nevis                                                                | Amichevole                                                                         | -                                                                                  | 21’                                                                                |
| 27-4-2018                                                                          | Basseterre                                                                         | Saint Kitts e Nevis                                                                | 1 – 3                                                                              | Giamaica                                                                           | Amichevole                                                                         | -                                                                                  | 75’ 84’                                                                            |
| 10-9-2018                                                                          | Basseterre                                                                         | Saint Kitts e Nevis                                                                | 1 – 0                                                                              | Porto Rico                                                                         | CONCACAF Nations League 2019-2020 - Qualificazioni                                 | -                                                                                  |                                                                                    |
| 14-10-2018                                                                         | Anguilla                                                                           | Saint Kitts e Nevis                                                                | 10 – 0                                                                             | Saint-Martin                                                                       | CONCACAF Nations League 2019-2020 - Qualificazioni                                 | -                                                                                  |                                                                                    |
| 19-11-2018                                                                         | Basseterre                                                                         | Saint Kitts e Nevis                                                                | 0 – 1                                                                              | Canada                                                                             | CONCACAF Nations League 2019-2020 - Qualificazioni                                 | -                                                                                  |                                                                                    |
| 23-3-2019                                                                          | Paramaribo                                                                         | Suriname                                                                           | 2 – 0                                                                              | Saint Kitts e Nevis                                                                | CONCACAF Nations League 2019-2020 - Qualificazioni                                 | -                                                                                  | 53’                                                                                |
| 6-9-2019                                                                           | Saint George's                                                                     | Grenada                                                                            | 2 – 1                                                                              | Saint Kitts e Nevis                                                                | CONCACAF Nations League 2019-2020 - 1º turno                                       | -                                                                                  |                                                                                    |
| 9-9-2019                                                                           | Basseterre                                                                         | Saint Kitts e Nevis                                                                | 2 – 2                                                                              | Guyana francese                                                                    | CONCACAF Nations League 2019-2020 - 1º turno                                       | -                                                                                  | 74’                                                                                |
| 10-10-2019                                                                         | Belmopan                                                                           | Belize                                                                             | 0 – 4                                                                              | Saint Kitts e Nevis                                                                | CONCACAF Nations League 2019-2020 - 1º turno                                       | -                                                                                  |                                                                                    |
| 14-10-2019                                                                         | Basseterre                                                                         | Saint Kitts e Nevis                                                                | 0 – 1                                                                              | Belize                                                                             | CONCACAF Nations League 2019-2020 - 1º turno                                       | -                                                                                  |                                                                                    |
| 14-11-2019                                                                         | Basseterre                                                                         | Saint Kitts e Nevis                                                                | 0 – 0                                                                              | Grenada                                                                            | CONCACAF Nations League 2019-2020 - 1º turno                                       | -                                                                                  |                                                                                    |
| 17-11-2019                                                                         | Remire-Montjoly                                                                    | Guyana francese                                                                    | 3 – 1                                                                              | Saint Kitts e Nevis                                                                | CONCACAF Nations League 2019-2020                                                  | -                                                                                  |                                                                                    |
| 24-3-2021                                                                          | San Cristóbal                                                                      | Saint Kitts e Nevis                                                                | 1 – 0                                                                              | Porto Rico                                                                         | Qual. Mondiali 2022                                                                | -                                                                                  |                                                                                    |
| 28-3-2021                                                                          | Nassau                                                                             | Bahamas                                                                            | 0 – 4                                                                              | Saint Kitts e Nevis                                                                | Qual. Mondiali 2022                                                                | -                                                                                  |                                                                                    |
| 4-6-2021                                                                           | Basseterre                                                                         | Saint Kitts e Nevis                                                                | 3 – 0                                                                              | Guyana                                                                             | Qual. Mondiali 2022                                                                | -                                                                                  |                                                                                    |
| 8-6-2021                                                                           | Santo Domingo                                                                      | Trinidad e Tobago                                                                  | 2 – 0                                                                              | Saint Kitts e Nevis                                                                | Qual. Mondiali 2022                                                                | -                                                                                  | Cap. 86’                                                                           |
| 12-6-2021                                                                          | Basseterre                                                                         | Saint Kitts e Nevis                                                                | 0 – 4                                                                              | El Salvador                                                                        | Qual. Mondiali 2022                                                                | -                                                                                  |                                                                                    |
| 16-6-2021                                                                          | San Salvador                                                                       | El Salvador                                                                        | 2 – 0                                                                              | Saint Kitts e Nevis                                                                | Qual. Mondiali 2022                                                                | -                                                                                  |                                                                                    |
| 10-6-2022                                                                          | Willemstad                                                                         | Aruba                                                                              | 2 – 3                                                                              | Saint Kitts e Nevis                                                                | CONCACAF Nations League 2022-2023 - 1º turno                                       | -                                                                                  |                                                                                    |
| 13-6-2022                                                                          | Basseterre                                                                         | Saint Kitts e Nevis                                                                | 1 – 1                                                                              | Saint-Martin                                                                       | CONCACAF Nations League 2022-2023 - 1º turno                                       | -                                                                                  | 68’                                                                                |
| 23-3-2023                                                                          | The Valley                                                                         | Saint-Martin                                                                       | 1 – 3                                                                              | Saint Kitts e Nevis                                                                | CONCACAF Nations League 2022-2023 - 1º turno                                       | -                                                                                  |                                                                                    |
| 28-3-2023                                                                          | Basseterre                                                                         | Saint Kitts e Nevis                                                                | 1 – 0                                                                              | Aruba                                                                              | CONCACAF Nations League 2022-2023 - 1º turno                                       | -                                                                                  |                                                                                    |
| 17-6-2023                                                                          | Fort Lauderdale                                                                    | Curaçao                                                                            | 1 – 1 (2 - 3 dtr)                                                                  | Saint Kitts e Nevis                                                                | Qual. Gold Cup 2023                                                                | -                                                                                  | 72’                                                                                |
| 21-6-2023                                                                          | Fort Lauderdale                                                                    | Saint Kitts e Nevis                                                                | 1 – 1 (5 - 3 dtr)                                                                  | Guyana francese                                                                    | Qual. Gold Cup 2023                                                                | -                                                                                  | 14’                                                                                |
| 28-6-2023                                                                          | Saint Louis                                                                        | Saint Kitts e Nevis                                                                | 0 – 6                                                                              | Stati Uniti                                                                        | Gold Cup 2023 - 1º turno                                                           | -                                                                                  |                                                                                    |
| 2-7-2023                                                                           | Santa Clara                                                                        | Giamaica                                                                           | 5 – 0                                                                              | Saint Kitts e Nevis                                                                | Gold Cup 2023 - 1º turno                                                           | -                                                                                  |                                                                                    |
| Totale                                                                             |                                                                                    | Presenze                                                                           | 79                                                                                 |                                                                                    | Reti                                                                               | 2                                                                                  |                                                                                    |